# Gastronomía de Vizcaya

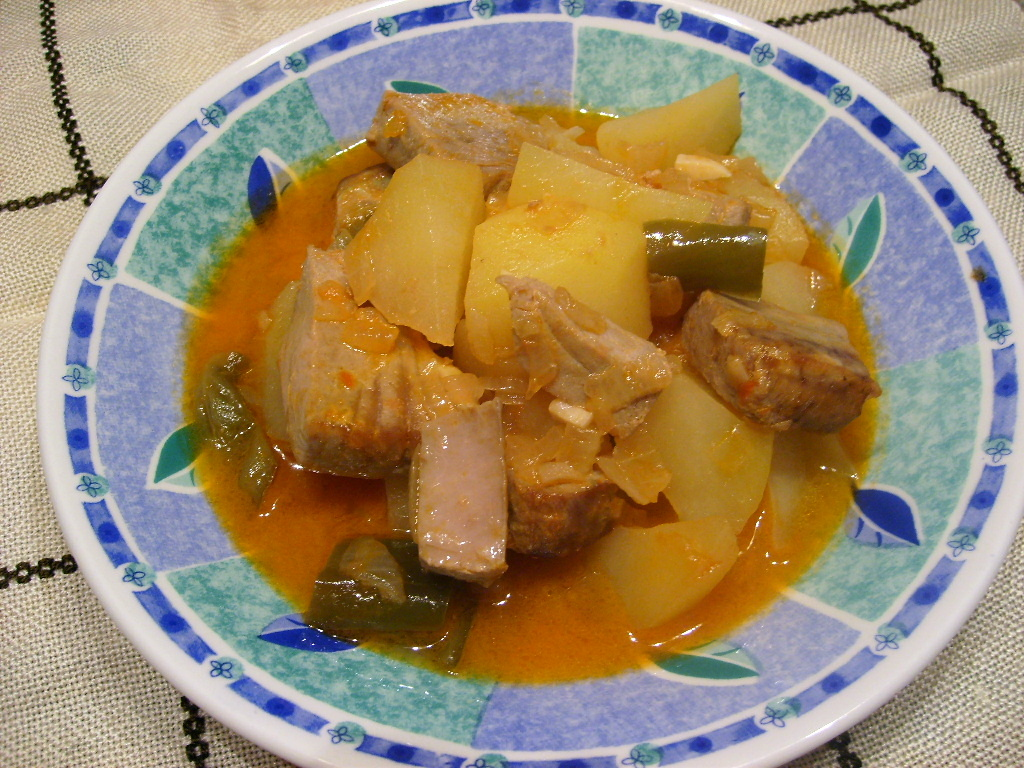
Un Marmitako estofado de patatas y bonito.

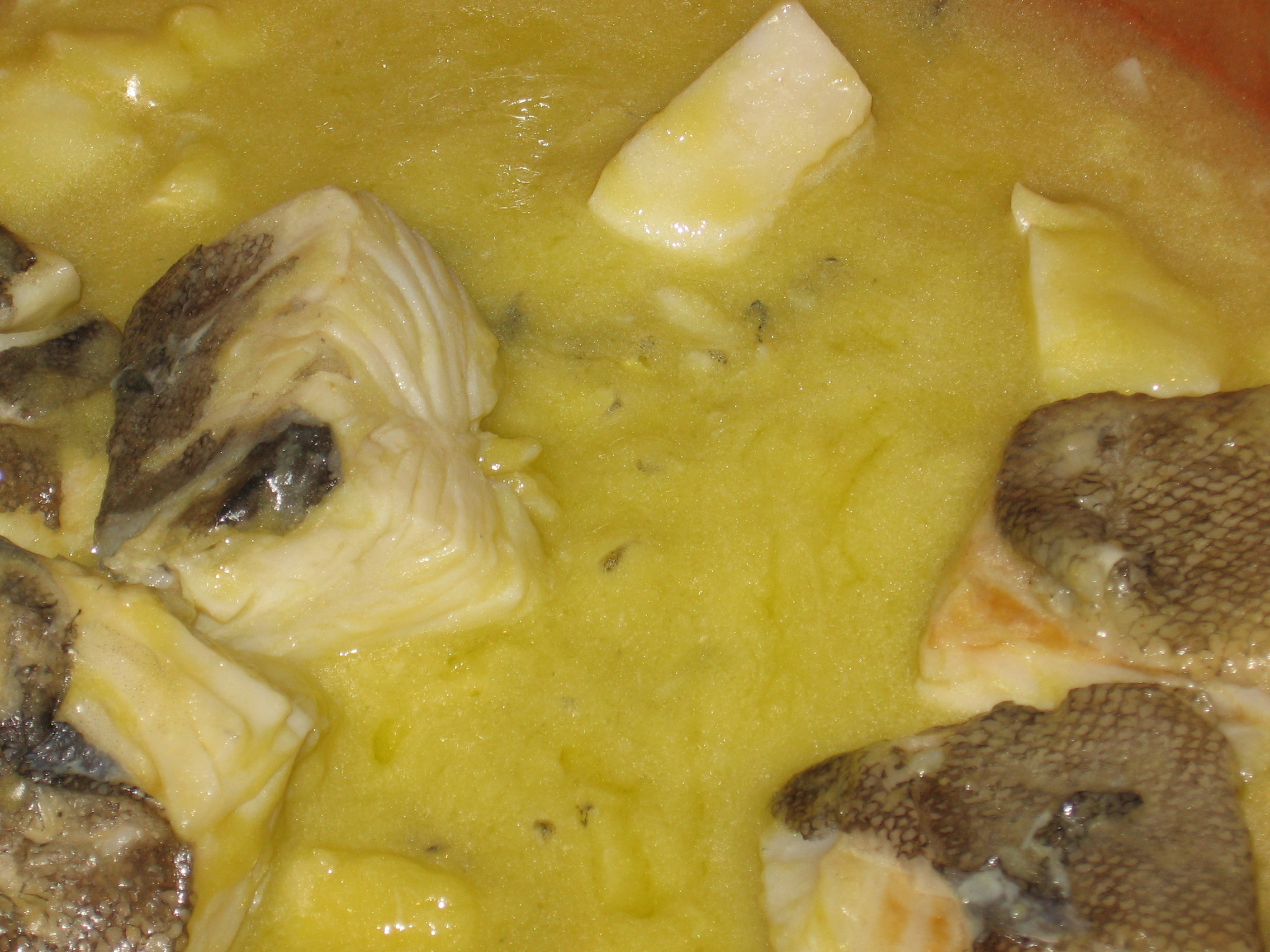
Entre las preparaciones del bacalao se encuentra el bacalao al pil pil.

La gastronomía de Vizcaya es el conjunto de platos y costumbres culinarias de la provincia o territorio histórico de Vizcaya (País Vasco). Algunos platos típicos de esta provincia tienen la denominación de a la bilbaína o a la vizcaína. La cocina vizcaína es abundante en platos que combinan verduras con mariscos o verduras. Uno de los centros culinarios de la provincia es la ciudad de Bilbao donde se prepara el bacalao de diversas formas. Entre las costumbres culinarias de la provincia cabe destacar los pintxos, muy habituales en los diversos establecimientos culinarios de Bilbao así como otros municipios vizcaínos.

## Ingredientes
Algunas de sus preparaciones típicas han trascendido a la culinaria internacional, tal es la salsa vizcaína. De todos los ingredientes marinos cabe destacar en la provincia el guiso y diversas preparaciones del bacalao. Siendo en segundo lugar la merluza. 

### Mariscos y carnes
El marmitako es una plato de bonito con patatas al estilo de Lequeitio y Ondárroa. Entre los platos de bacalao y de pescado existen numerosos casos con la denominación a la vizcaína y a la bilbaína. Se tiene el bacalao a la vizcaína, la merluza a la bilbaína, el besugo a la bilbaína, el cabracho a la bilbaína. Las sardinas de Santurce, popularizadas en una canción, se suelen servir asadas en el mes de agosto. Un plato tradicional son las angulas a la bilbaína. Entre los mariscos se encuentran los chipirones en su tinta, la langosta a la vizcaína, el txangurro que se sirve en el esqueleto de un centollo. 
Entre las carnes de caza menor se tienen las codornices con uvas moscatel. Entre las carnes de cerdo destaca el Solomillo de cerdo con salsa de queso Idiazábal, las alubias rojas con morcilla, las alubias blancas con pimientos chocolateros. 

### Hortalizas
Las verduras y hortalizas se sintetizan en una menestra de verduras que se denomina bilbaína. Las legumbres suelen emplearse en cocidos y estofados muy populares en la provincia como la puchera, la piperrada o las habas frescas a la bilbaina. Existen preparaciones de pimientos rellenos denominadas a la bilbaína. Entre las setas se tiene como muy popular los guiberludiños.

## Repostería
Los canutillos de Bilbao la masa de hojaldre se hacen unos canutos abiertos por los dos lados. Se rellenan de crema pastelera y se espolvorean con azúcar glas.
En Bilbao, también, hay varias pastelerías distribuidas por la ciudad que venden dulces y bollería típicos de la ciudad, por ejemplo, los famosos bollos de mantequilla, las carolinas, que son merengues con huevo y chocolate sobre una base de hojaldre o pastel de arroz, las trufas de Arrese, etc.